# Municipio de Shamrock (Misuri)
El municipio de Shamrock (en inglés: Shamrock Township) es un municipio ubicado en el condado de Callaway en el estado estadounidense de Misuri. En el año 2010 tenía una población de 413 habitantes y una densidad poblacional de 3,71 personas por km².

## Geografía
El municipio de Shamrock se encuentra ubicado en las coordenadas 39°0′29″N 91°41′6″O / 39.00806, -91.68500. Según la Oficina del Censo de los Estados Unidos, el municipio tiene una superficie total de 111.29 km², de la cual 110,49 km² corresponden a tierra firme y (0,72 %) 0,8 km² es agua.

## Demografía
Según el censo de 2010, había 413 personas residiendo en el municipio de Shamrock. La densidad de población era de 3,71 hab./km². De los 413 habitantes, el municipio de Shamrock estaba compuesto por el 98,31 % blancos, el 0,48 % eran afroamericanos, el 0,73 % eran amerindios, el 0,48 % eran asiáticos. Del total de la población el 0 % eran hispanos o latinos de cualquier raza.